# Zespół dworski w Ponarach

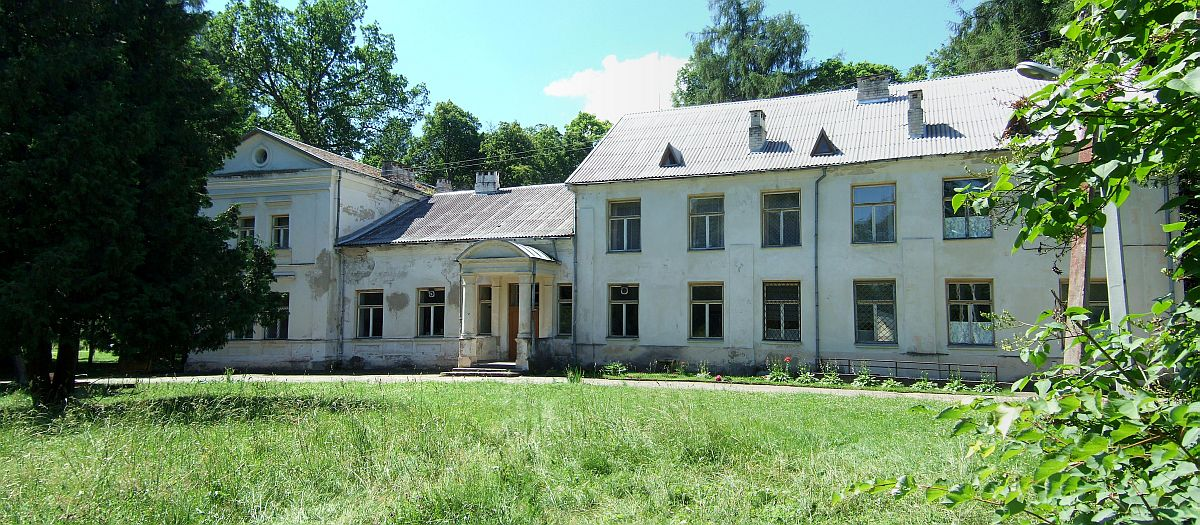
Front dworu

Zespół dworski w Ponarach – pozostałości z dawnego majątku we wsi Ponary (lit. Paneriai) w rejonie trockim na Litwie.
Dwór w stylu klasycystycznym zbudowany został na początku XIX wieku, gdy właścicielem dóbr był Stanisław Puzyna lub później, gdy majątkiem władał zięć Puzyny, Józef Romer.
Budynek składa się z trzech części: Środkowego korpusu i bocznego skrzydła, połączonych łącznikiem. Część środkowa i skrzydło są piętrowe, a łącznik parterowy. Główne wejście, przez dwukolumnowy portyk wiedzie do łącznika.
Prawdopodobnie dwór miał mieć dwa skrzydła, lecz budowa nie została zakończona, zostawiając budowlę asymetryczną.
Na zewnątrz dwór jest ozdobiony przez zastosowanie gzymsu kostkowego oraz lizen i listwowych nadokienników.
Z pozostałych zabudowań dworskich zachował się murowany spichlerz. Dwór jest otoczony parkiem o powierzchni 2,3 ha, w którym zachowała się aleja lipowa, długa na 80 metrów i szeroka na 4 metry. Park jest chroniony od 1986 jako pomnik przyrody.

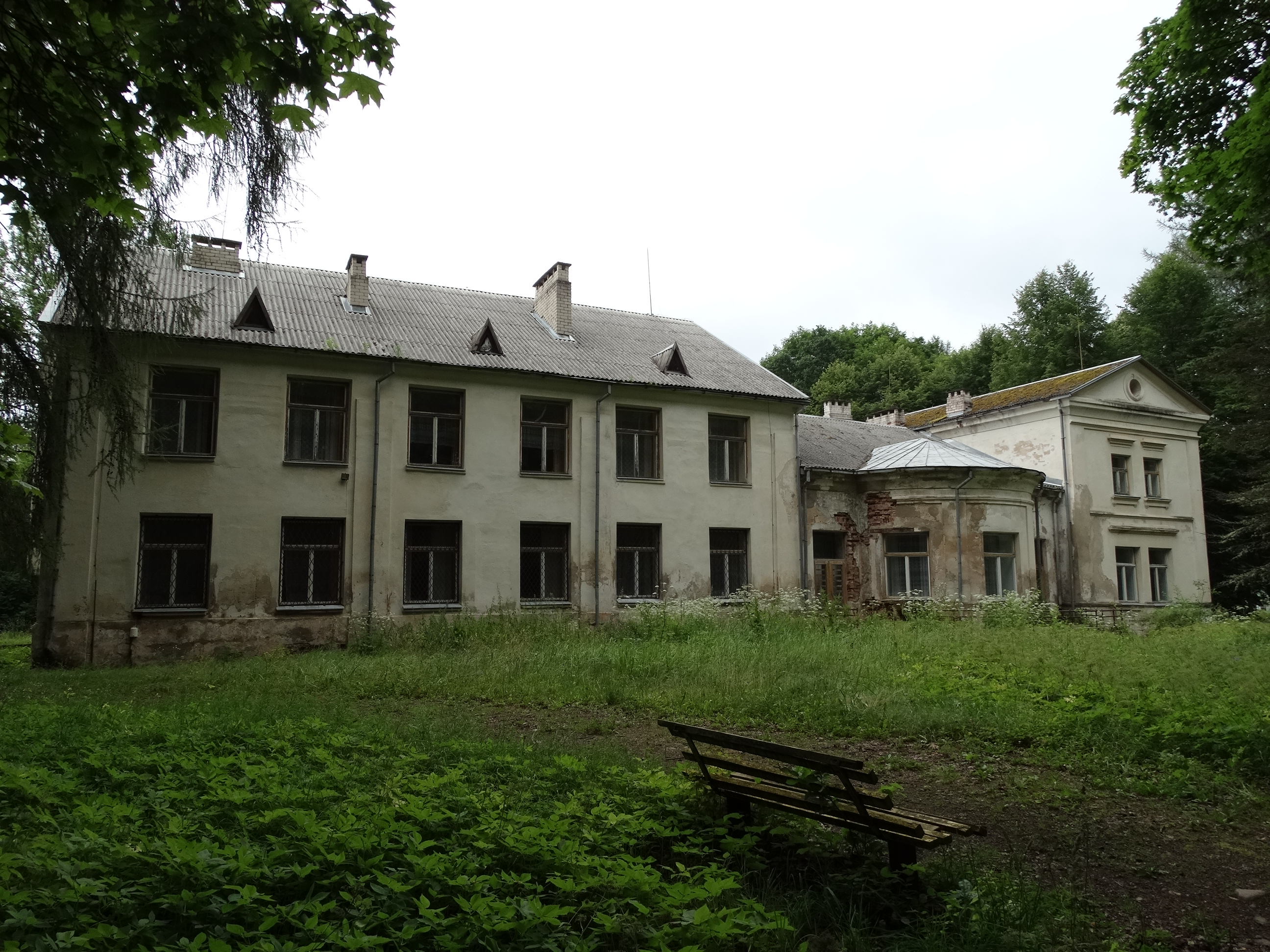
Elewacja tylna